# 阿卜杜勒·萨马德·汗·阿查克扎伊
阿卜杜勒·萨马德·汗·阿查克扎伊（转写：Abdul Samad Khan Achakzai。1907年7月7日—1973年12月2日），本名阿卜杜勒·萨马德。簡稱萨马德·汗，通常被稱為沙希德（乌尔都语）或俾路支斯坦的甘地。是一名来自英属印度俾路支省的普什图人民族主义者和政治领袖。 他创立的黨派与當時的印度國民大會黨结盟。

## 人物生平
阿卜杜勒·萨马德·汗·阿查克扎伊宰于1907年7月7日生於當時英屬印度的俾路支斯坦。1930年5月首次入狱。此前，他因在清真寺向村民講課而受到統治者的警告。
在萨马德的政治生涯中，他于1938年5月30日创立了反对印度分裂的普什圖俾路支人民黨（沙末汗雖然仍与英国在印度的殖民统治结盟，但从未在印度国民大会中合并他领导的黨派）。
1954年，在巴基斯坦建國7年后，萨马德發起了“愤怒的普什图人”运动，后来与巴基斯坦最大的进步联盟合并，成为国家人民党（NAP），因为他相信普什图人在巴基斯坦统一的地理单位。在将普什图土地并入俾路支省后，与后者分道扬镳，这违反了NAP宣言，形成了普什圖人、俾路支人、信德人、希尼亚人、孟加拉人和旁遮普人等國家民族。
他一生的最后四年(1969-1973年)是他出狱政治生涯中最长的一年，當時在俾路支省只有支尔格大会成员才有权投票。萨马德信奉公平，为普選、一人一票而戰。是女權的坚定倡导者，在1970年巴基斯坦大選中挑战了女性選民登记的禁忌。
1973年12月被暗杀时，他是俾路支省議會成员。沙末汗去世后，他的儿子马哈茂德·汗被選为該黨主席。